# Sinaloa
Sinaloa è uno Stato del Messico. La capitale è Culiacán. Confina al nord con Chihuahua e Sonora, a est con Durango, a sud con Nayarit e a ovest con il golfo della California.

## Storia

### Conquista spagnola

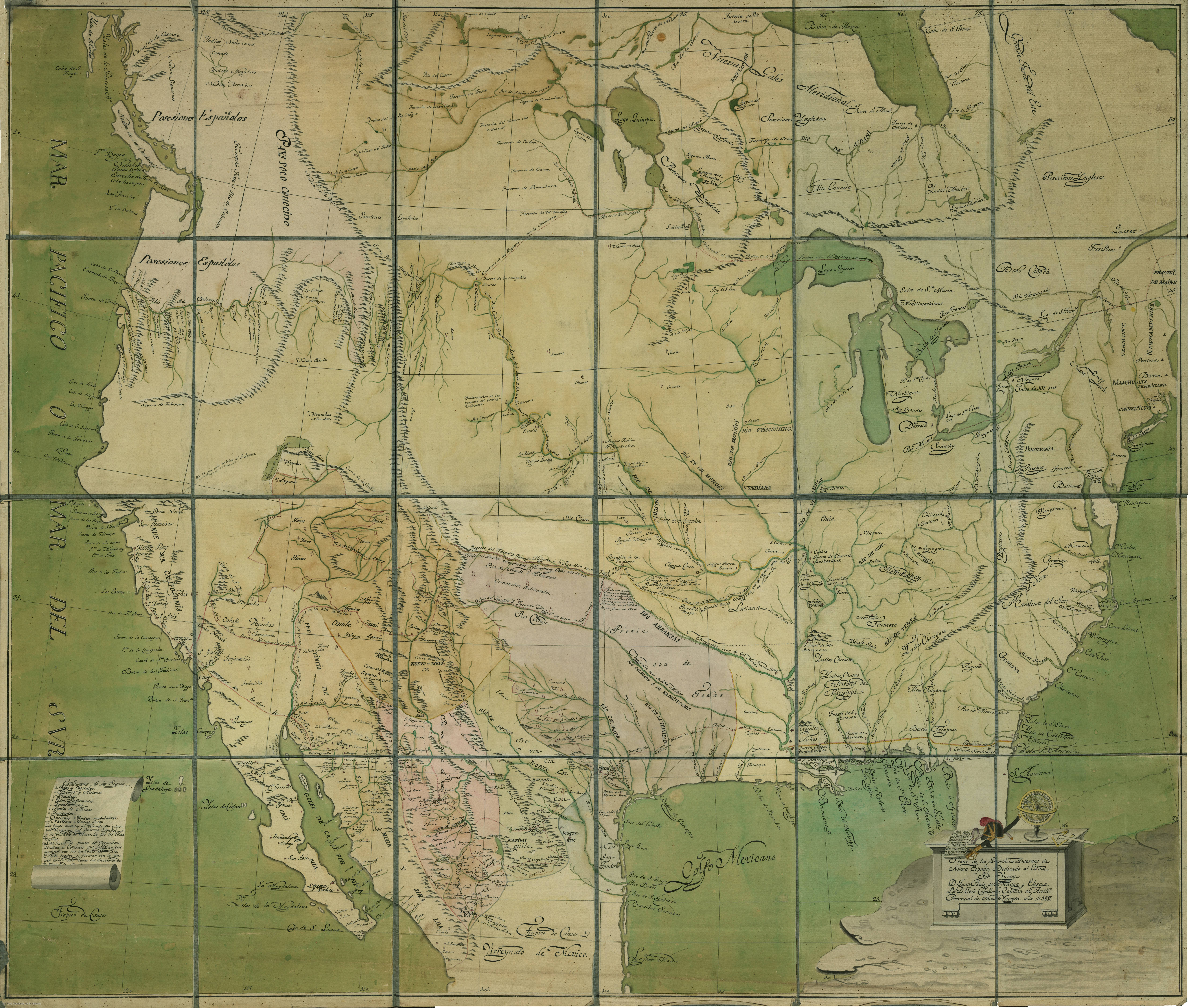
Mappa spagnola del 1817 mostra la provincia di Sonora e Sinaloa, nel Vicereame della Nuova Spagna.

La scoperta e la conquista di Sinaloa da parte degli spagnoli non è stata effettuata in una sola spedizione, ma in diverse spedizioni.

### Indipendenza

Mappa che mostra la provincia di Sonora e Sinaloa.

La rivoluzione di indipendenza è stata guidata da José María González Hermosillo, un insorto che è stato commissionato da Miguel Hidalgo all'insurrezione nelle province di Sinaloa e Sonora, così - accompagnato il tenente José Antonio López e consigliato dal domenicano frate Francisco de la Parra - si diresse a nord di fronte a circa duemila uomini. Appoggiato seicento soldati e sei pezzi di artiglieria, Villaescusa si fortificava nello El Rosario che è stato attaccato da José María González de Hermosillo, il 21 e il 24 dicembre 1810 a Rosario.

### Cronologia storica
- 1529:	Nuño Beltrán de Guzmán fondò il villaggio di Espíritu Santo de Chametla.
- 1531:	Nuño Beltrán de Guzmán fondò il villaggio di San Miguel de Culiacán.
- 1563:	Amador López fondò il Real de Minas de las Vírgenes de Cosalá.
- 1565:	Francisco de Ibarra fondò il villaggio di San Sebastián (Concordia).
- 1595: Hernando de Villafañe fondò il villaggio di Guasave.
- 1606:	Hernando de Santarén fondò San Juan Badiraguato.
- 1610:	Diego Martínez de Hurraine fondò il Fuerte de Montesclaros.
- 1665:	Bonifacio Rojas fondò il Real de Minas de Nuestra Señora del Rosario.
- 1699:	Manuel Gámez de Maldonado fondò San Pedro de Guamúchil.

## Eventi
Questa regione fu colpita nel 2006 dall'Uragano Lane.

## Società

### Evoluzione demografica
Abitanti censiti (in migliaia)

### Suddivisione amministrativa
Lo stato di Sinaloa è suddiviso in 18 comuni (Municipalidades).

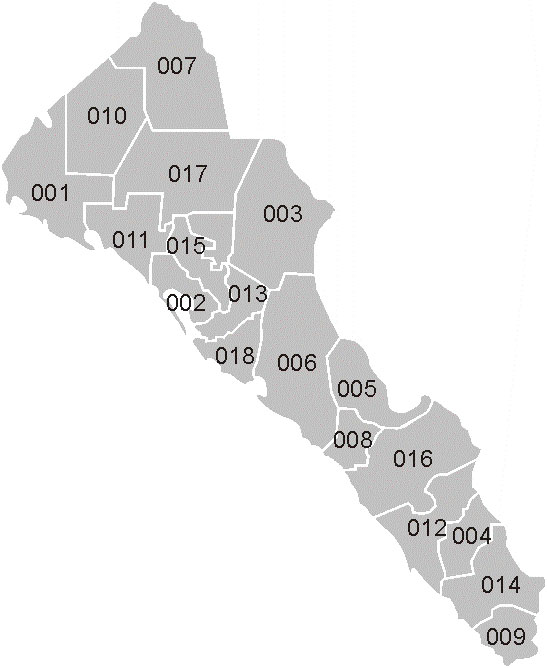

| Codice INEGI | Municipio         | Capoluogo            | Popolazione (2015) | Posizione | Anno di costituzione |
| 001          | Ahome             | Los Mochis           | 449.215            | 3         | 1917                 |
| 002          | Angostura         | Angostura            | 47.207             | 12        | 1916                 |
| 003          | Badiraguato       | Badiraguato          | 31.821             | 15        | 1915                 |
| 004          | Concordia         | Concordia            | 27.157             | 16        | 1915                 |
| 005          | Cosalá            | Cosalá               | 16.292             | 18        | 1915                 |
| 006          | Culiacán          | Culiacán             | 905.265            | 1         | 1915                 |
| 007          | Choix             | Choix                | 33.027             | 14        | 1916                 |
| 008          | Elota             | La Cruz de Elota     | 53.856             | 10        | 1917                 |
| 009          | Escuinapa         | Escuinapa de Hidalgo | 59.436             | 9         | 1915                 |
| 010          | El Fuerte         | El Fuerte            | 100.459            | 6         | 1915                 |
| 011          | Guasave           | Guasave              | 295.353            | 4         | 1916                 |
| 012          | Mazatlán          | Mazatlán             | 502.547            | 2         | 1915                 |
| 013          | Mocorito          | Mocorito             | 45.351             | 13        | 1915                 |
| 014          | El Rosario        | El Rosario           | 53.773             | 11        | 1915                 |
| 015          | Salvador Alvarado | Guamúchil            | 81.109             | 8         | 1962                 |
| 016          | San Ignacio       | San Ignacio          | 21.442             | 17        | 1915                 |
| 017          | Sinaloa           | Sinaloa de Leyva     | 88.659             | 7         | 1915                 |
| 018          | Navolato          | Navolato             | 154.352            | 5         | 1982                 |